# Proansac
Prompsat és un municipi francès situat al departament del Puèi Domat i a la regió d'Alvèrnia-Roine-Alps. L'any 2007 tenia 403 habitants.

## Demografia

### Població
El 2007 la població de fet de Prompsat era de 403 persones. Hi havia 154 famílies de les quals 34 eren unipersonals (19 homes vivint sols i 15 dones vivint soles), 49 parelles sense fills, 60 parelles amb fills i 11 famílies monoparentals amb fills.
La població ha evolucionat segons el següent gràfic:
Habitants censats

### Habitatges
El 2007 hi havia 211 habitatges, 158 eren l'habitatge principal de la família, 25 eren segones residències i 27 estaven desocupats. 204 eren cases i 7 eren apartaments. Dels 158 habitatges principals, 126 estaven ocupats pels seus propietaris, 27 estaven llogats i ocupats pels llogaters i 5 estaven cedits a títol gratuït; 7 tenien dues cambres, 21 en tenien tres, 40 en tenien quatre i 90 en tenien cinc o més. 125 habitatges disposaven pel capbaix d'una plaça de pàrquing. A 54 habitatges hi havia un automòbil i a 99 n'hi havia dos o més.

### Piràmide de població
La piràmide de població per edats i sexe el 2009 era:
| Homes | Edats   | Dones |
| ----- | ------- | ----- |
| 0     | 95 o +  | 0     |
| 0     | 90 a 94 | 8     |
| 4     | 85 a 89 | 0     |
| 4     | 80 a 84 | 4     |
| 0     | 75 a 79 | 8     |
| 8     | 70 a 74 | 12    |
| 8     | 65 a 69 | 4     |
| 4     | 60 a 64 | 4     |
| 16    | 55 a 59 | 8     |
| 24    | 50 a 54 | 24    |
| 20    | 45 a 49 | 12    |
| 12    | 40 a 44 | 12    |
| 4     | 35 a 39 | 24    |
| 12    | 30 a 34 | 0     |
| 20    | 25 a 29 | 12    |
| 8     | 20 a 24 | 8     |
| 16    | 15 a 19 | 16    |
| 28    | 10 a 14 | 16    |
| 8     | 5 a 9   | 12    |
| 0     | 0 a 4   | 12    |

## Economia
El 2007 la població en edat de treballar era de 270 persones, 199 eren actives i 71 eren inactives. De les 199 persones actives 186 estaven ocupades (100 homes i 86 dones) i 14 estaven aturades (9 homes i 5 dones). De les 71 persones inactives 38 estaven jubilades, 22 estaven estudiant i 11 estaven classificades com a «altres inactius».

### Ingressos
El 2009 a Prompsat hi havia 171 unitats fiscals que integraven 434,5 persones, la mediana anual d'ingressos fiscals per persona era de 20.958 €.

### Activitats econòmiques
Dels 3 establiments que hi havia el 2007, 1 era d'una empresa de construcció, 1 d'una empresa immobiliària i 1 d'una empresa de serveis.
L'únic servei als particulars que hi havia el 2009 era un paleta.
L'any 2000 a Prompsat hi havia 7 explotacions agrícoles que ocupaven un total de 198 hectàrees.

## Equipaments sanitaris i escolars
El 2009 hi havia una escola elemental integrada dins d'un grup escolar amb les comunes properes formant una escola dispersa.

## Poblacions més properes
El següent diagrama mostra les poblacions més properes.